# هاينرش هايم
هاينرش هايم (بالألمانية: Heinrich Heim)‏ هو محامي ومحامي ألماني، ولد في 15 يونيو 1900 في ميونخ في ألمانيا، وتوفي في 26 يونيو 1988.